# Hanni Liang

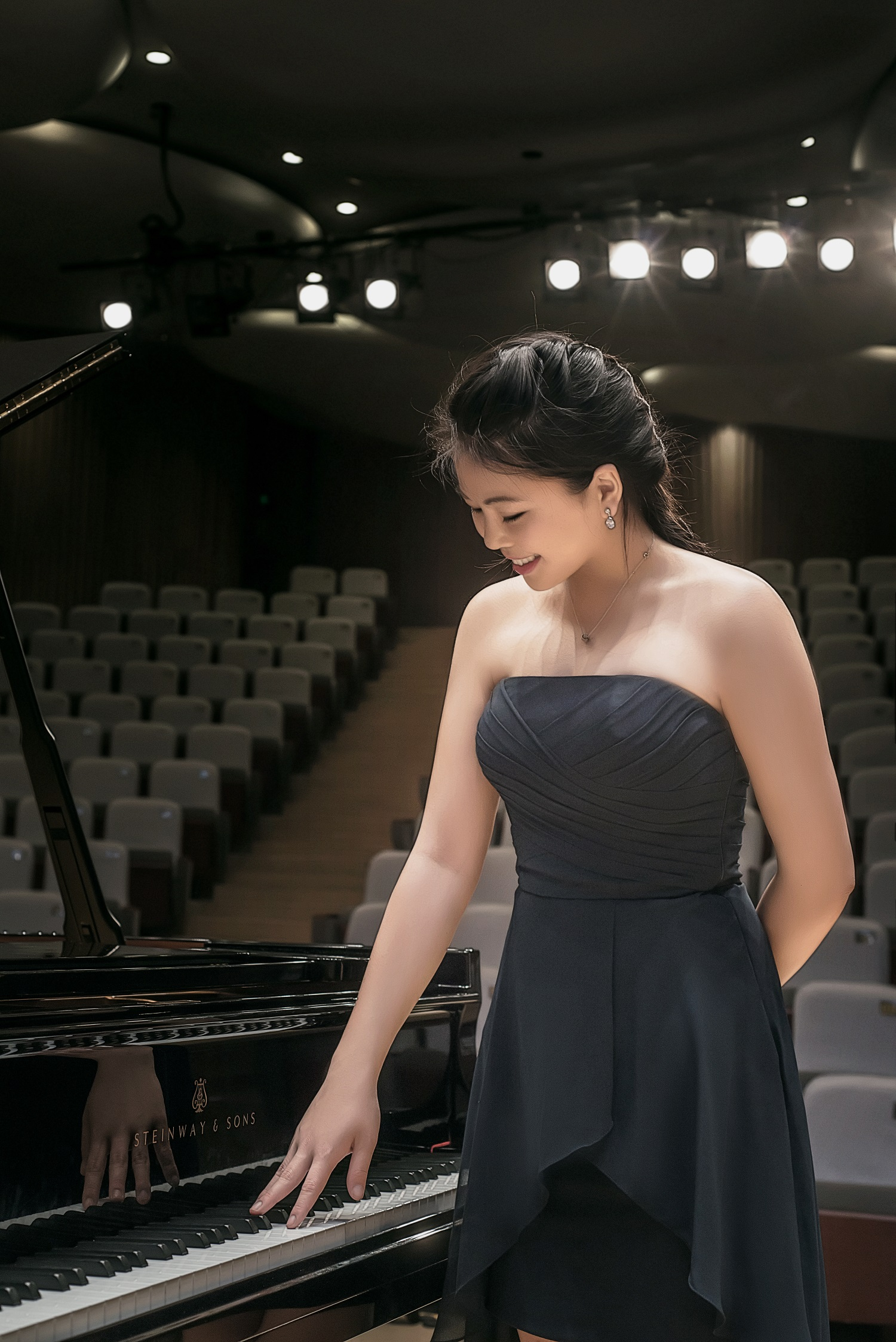
Hanni Liang (2015) im Guotai Arts Center, Chongqing

Hanni Liang (* 18. Juli 1993 in Bielefeld, Deutschland) ist eine deutsch-chinesische Pianistin und Konzertdesignerin.

## Leben
Hanni Liang wuchs in einer Nicht-Musikerfamilie auf und erhielt ihren ersten Klavierunterricht im Alter von acht Jahren bei Marina Kheifets in der Musikschule Subito in Düsseldorf. Als Jungstudentin wurde sie in die Klavierklasse von Barbara Szczepanska an der Robert-Schumann-Hochschule aufgenommen. 2007 gewann sie den Rotary Klavierwettbewerb Jugend.
2010 wurde sie zum Young Steinway Artist gekürt und erhielt den Steinway Förderpreis. Seit 2013 ist sie außerdem Tonali-Stipendiatin. Weitere Förderpreise erhielt sie u. a. von der Dörken Stiftung, der Gesellschaft Westfälischer Kulturarbeit, Bechstein, der Richard Wagner Stiftung und der Studienstiftung des deutschen Volkes. 
2016 begann sie bei Professor Matthias Kirschnereit zu studieren. Im selben Jahr gründete sie gemeinsam mit Tonali (Kulturprojekt mit Sitz in Hamburg) und Harrison Parrott (Sabine Frank) das gemeinnützige Projekt „Tonalisten“ für spezielle Konzertformate.
2017 gab Liang ihr Debüt beim Klavier-Festival Ruhr und spielt seit dem regelmäßig im Festival. Sie gab Konzerte in Österreich, China, Spanien, Italien, Russland und Polen, wo sie beim internationalen Chopin Festival in Warschau, beim Tianjin Piano Festival, in der Forbidden City Concert Hall Peking, Qintai Concert Hall Wuhan, im Mariinsky Theater oder im Trans-Siberian Art Festival konzertierte. Außerdem reist sie für Auftritte in die Schweiz sowie zu ausgezeichneten Musikfestivals Deutschlands, wie dem Klavier-Festival Ruhr, Kissinger Sommer, Best of NRW, Schumannfest und den Gezeitenkonzerten.
Hanni Liang gab 2018 ihr Debüt in der Elbphilharmonie mit der Deutschen Kammerphilharmonie Bremen. 
2022 entwickelte sie Konzertprojekte in Kooperation mit dem Heidelberger Frühling, dem Mozartfest Würzburg, den Ludwigsburger Schlossfestspielen und dem Reeperbahn Festival Hamburg.
Seit 2022 ist sie Dozentin für Konzertdesign an der Hochschule für Musik und Theater München.
Sie arbeitet mit Pianisten wie Maria João Pires, Matthias Kirschnereit, Homero Francesch sowie durch ihren Fokus auf zeitgenössische Musik mit den Komponisten, Peter Ruzicka, Graham Lack und Manfred Trojahn zusammen. Manfred Trojahns Melodram "Verpasste Gelegenheiten", Prélude Nr. 7 und "Leise Gondeln" wurden von Hanni Liang uraufgeführt. Weitere musikalische Einflüsse erhielt sie außerdem von John Perry, Jacques Rouvier und Bernd Goetzke.

## Diskografie
- 2015: Six Préludes (Werke von Manfred Trojahn)
- 2017: Melodram "Verpasste Gelegenheiten" (Werk von Manfred Trojahn)
- 2022: 14 Charakterstücke „Monogramme“ (Werk von York Höller)

## Filmografie
- 2014: Jung & Piano (Ein Film von Oliver Gieth)